# ماركوس هاريس (لاعب كرة قدم أمريكية أمريكي)
ماركوس هاريس (بالإنجليزية: Marcus Harris)‏ هو لاعب كرة قدم أمريكية أمريكي، ولد في 11 أكتوبر 1974 في سانت بول في الولايات المتحدة.

## وصلات خارجية
- ماركوس هاريس على موقع كلية كرة القدم في سبورتس رفرنس.كوم (الإنجليزية)